# L'Idéal (poème)
L'Idéal est un sonnet écrit par Charles Baudelaire dans son recueil Les Fleurs du mal (1857) ; il fait partie de la section Spleen et Idéal, auquel il donne une partie de son titre.
À son propos, Baudelaire disait : « dans ce livre atroce j’ai mis tout mon cœur, ma tendresse et ma haine ». Le terme « idéal » apparaît dans le poème dans le vers « Une fleur qui ressemble à mon rouge idéal ». En plus d'être le poète du spleen, Baudelaire est aussi le poète de l'idéal, « c'est-à-dire de l'aspiration vers la perfection, vers le monde des Idées où toute contrainte est effacée ».
Baudelaire indique dans ce sonnet son mépris pour un certain type de féminité, en particulier celui représenté par les gravures de mode de Gavarni, cité dans le poème.